# Thiago Braz
Thiago Braz da Silva (ur. 16 grudnia 1993 w Marílii) – brazylijski lekkoatleta specjalizujący się w skoku o tyczce. 
Wicemistrz olimpijski młodzieży U-18 z Singapuru oraz mistrz Ameryki Południowej juniorów młodszych z 2010. W 2012 został w Barcelonie mistrzem świata juniorów. Rok później sięgnął po złoto mistrzostw Ameryki Południowej. Czwarty zawodnik halowych mistrzostw świata w Sopocie (2014). Mistrz olimpijski z Rio de Janeiro (2016) oraz brązowy medalista z Tokio (2020).
Dwukrotny złoty medalista mistrzostw Brazylii (2017, 2018). 
Rekordy życiowe: stadion – 6,03 (15 sierpnia 2016, Rio de Janeiro) – rekord Ameryki Południowej, 10. wynik w historii światowej lekkoatletyki; hala – 5,95 (20 marca 2022, Belgrad) – halowy rekord Ameryki Południowej.

## Osiągnięcia
| Rok  | Impreza                               | Miejsce             | Pozycja           | Wynik |
| ---- | ------------------------------------- | ------------------- | ----------------- | ----- |
| 2010 | Igrzyska olimpijskie młodzieży        | Singapur            | 2. miejsce        | 5,05  |
| 2010 | Mistrzostwa Ameryki Płd. juniorów mł. | Santiago            | 1. miejsce        | 5,10  |
| 2012 | Mistrzostwa świata juniorów           | Barcelona           | 1. miejsce        | 5,55  |
| 2013 | Mistrzostwa Ameryki Południowej       | Cartagena de Indias | 1. miejsce        | 5,83  |
| 2013 | Mistrzostwa świata                    | Moskwa              | el. – 14. miejsce | 5,40  |
| 2014 | Halowe mistrzostwa świata             | Sopot               | 4. miejsce        | 5,75  |
| 2015 | Mistrzostwa świata                    | Pekin               | el. – 19. miejsce | 5,65  |
| 2016 | Halowe mistrzostwa świata             | Portland            | 12. miejsce       | 5,55  |
| 2016 | Igrzyska olimpijskie                  | Rio de Janeiro      | 1. miejsce        | 6,03  |
| 2018 | Halowe mistrzostwa świata             | Birmingham          | 12. miejsce       | 5,60  |
| 2019 | Mistrzostwa Ameryki Południowej       | Lima                | 2. miejsce        | 5,41  |
| 2019 | Igrzyska panamerykańskie              | Lima                | 4. miejsce        | 5,51  |
| 2019 | Mistrzostwa świata                    | Doha                | 5. miejsce        | 5,70  |
| 2021 | Igrzyska olimpijskie                  | Tokio               | 3. miejsce        | 5,87  |
| 2022 | Halowe mistrzostwa świata             | Belgrad             | 2. miejsce        | 5,95  |
| 2022 | Mistrzostwa świata                    | Eugene              | 4. miejsce        | 5,87  |